# Psammotettix majusculus
Psammotettix majusculus är en insektsart som beskrevs av Rauno E. Linnavuori 1951. Psammotettix majusculus ingår i släktet Psammotettix och familjen dvärgstritar. Inga underarter finns listade i Catalogue of Life.